# Cauci
I Cauci (in latino Chauci, Chauchi, Cauchi) erano un'antica popolazione germanica stanziata tra l'Ems e l'Elba lungo la costa del Mare del Nord, nei dintorni delle odierne Frisia orientale, Oldenburg, Brema e Hannover. Confinavano ad ovest con i Frisi, a sud con i temibili Cherusci e i Casuari, e ad est con i Longobardi. Erano divisi per mezzo del fiume Elba da Sassoni, Siguloni, Juti e Sedusi.
Tacito arriva a scrivere che i Cauci si estendevano ad arco fino a raggiungere i Catti. Essi occupavano un'immensa regione.

## Storia
Durante l'occupazione romana della Germania sotto Augusto il generale romano Druso maggiore li combatté, riportando su di loro una vittoria nel 12 a.C. durante una spedizione navale nel Mare del Nord. Egli infatti penetrò all'interno del territorio germano, passando per l'isola dei Batavi (probabili alleati di Roma) e devastò le terre di Usipeti e Sigambri. Dopo aver disceso con una flotta il Reno in direzione del Mare del Nord (grazie anche alla costruzione di un canale artificiale, la fossa Drusi), si rese alleati i Frisi e penetrò nel territorio dei Cauci, fino oltre l'Amisia (l'attuale Ems, dove potrebbe aver costituito un avamposto per l'attracco).
Nel 5, il futuro imperatore Tiberio invase di nuovo la Germania, operando al di là del fiume Weser, in un'azione congiunta tra l'esercito terrestre e la flotta, la quale riusciva a risalire l'Elba, sottomettendo tutte le popolazioni ad occidente di questo fiume (dai Cauci, ai feroci Longobardi, fino agli Ermunduri), e costringendo quelle ad oriente a diventarne clienti (Semnoni, Cimbri e Charidi).
In seguito alle spedizioni di Tiberio del 10-11 (avvenute dopo il disastro dell'esercito romano nella battaglia della selva di Teutoburgo del 9 d.C.), rimasero fedeli ai Romani (insieme ai Frisi), almeno fino al 28. Durante la campagna di Germanico del 15, inviarono un loro contingente quali alleati del popolo romano.
Nel 41 d.C. l'allora governatore della Germania inferiore, Aulo Gabinio Secondo, respingeva una loro invasione dal Mare del Nord. Quello stesso anno venne ritrovata presso di loro da Gabinio la terza e ultima insegna imperiale delle legioni distrutte da Arminio nella battaglia di Teutoburgo, secondo quanto racconta Dione Cassio Cocceiano nella sua storia romana.
I Cauci approfittando della morte del comandante dell'esercito della Germania Inferiore, si ribellarono, saccheggiando le ricche coste galliche della Belgica (47 d.C.).
L'anno successivo, nuovo comandante Cneo Domizio Corbulone, dando prova delle sue capacità militari con la sottomissione, anche se provvisoria, dei territori dei Frisi (ormai indipendenti dal 28 d.C.), riuscì a battere i Cauci guidati da un certo Gannasco, che formalmente prestava servizio fra gli auxilia romani. Dopo aver ucciso Gannasco e distrutto le sue navi, Corbulone ricevette da Claudio l'ordine di ritirarsi al di qua del Reno.
Il governatore della Gallia Belgica, il futuro imperatore Didio Giuliano, respingeva alcune loro incursioni lungo le coste galliche attorno al 172-174 d.C.

## Società
Tacito li definisce gente nobilissima fra le genti germaniche. Essi preferiscono conservare la propria grandezza amministrando la giustizia. Senza cupidigia o prepotenza, apparentemente tranquilli, non sembra fossero propensi alla guerra, a compiere rapine, saccheggi o devastazioni. Essi tengono però sempre pronte le armi e, quando necessario, un esercito composto da un numero immenso di uomini e cavalli.